# Makarowo (rejon wawoski)
Makarowo (ros. Макарово) – wieś (dieriewnia) w Rosji, w Udmurcji, w rejonie wawoskim. W 2010 liczyła 283 mieszkańców.